# NGC 2908
NGC 2908 је спирална галаксија у сазвежђу Змај која се налази на NGC листи објеката дубоког неба.
Деклинација објекта је + 79° 42' 5" а ректасцензија 9h 43m 31,2s. Привидна величина (магнитуда) објекта NGC 2908 износи 13,3 а фотографска магнитуда 14,2. NGC 2908 је још познат и под ознакама UGC 5152, MCG 13-7-34, CGCG 350-29, IRAS 09375+7955, PGC 27831.